# Diplotaxis marginicollis
Diplotaxis marginicollis är en skalbaggsart som beskrevs av Henry Clinton Fall 1909. Diplotaxis marginicollis ingår i släktet Diplotaxis och familjen Melolonthidae. Inga underarter finns listade i Catalogue of Life.